# Amandava
Amandava Swainson, 1827 è un genere di uccelli passeriformi della famiglia degli Estrildidi.
Al genere vengono ascritte tre specie note col nome comune di bengalini.

## Tassonomia
Al genere vengono ascritte le seguenti specie:
- Amandava amandava (Linnaeus, 1758) - bengalino moscato
- Amandava formosa (Latham, 1790) - bengalino verde
- Amandava subflava (Vieillot, 1819) - bengalino ventrearancio

Il nome del genere deriva dalla corruzione del nome della città di Ahmedabad, nel Gujarat, dove per la prima volta questi uccelli (in particolare dei bengalini moscati) vennero osservati da esploratori europei, in un mercato locale.
In passato, le specie ascritte al genere sono state spostate nel genere Sporaeginthus Cabanis, 1851, attualmente considerato un sinonimo obsoleto.
Il genere Amandava appare piuttosto basale nell'ambito della sottofamiglia degli Estrildinae, nella quale forma un clade assieme agli astri quaglia del genere Ortygospiza e al genere Amadina, piuttosto distante dagli altri appartenenti alla sottofamiglia.

## Distribuzione ehabitat
Come intuibile sia dal nome scientifico che dal nome comune, i bengalini sono diffusi in Asia meridionale e Sud-est asiatico, ad eccezione del bengalino ventrearancio che colonizza gran parte dell'Africa subsahariana.
L'habitat preferito da questi uccelli è rappresentato dalle praterie erbose e dalla savana con presenza di macchie alberate o cespugliose e di fonti d'acqua nelle vicinanze.

## Descrizione

### Dimensioni
Si tratta di uccelli di dimensioni molto contenute, misurando in media circa 9–10 cm di lunghezza.

### Aspetto
I bengalini sono uccelletti molto piccoli e colorati, muniti di un becco tozzo e appuntito di forma conica. È presente un dicromatismo sessuale marcato in quanto la colorazione sgargiante è una prerogativa del maschio, con la femmina che mostra in genere una livrea più sobria, dominata dalle tinte del bruno e del giallastro. Tuttavia, all'infuori del periodo degli amori, anche la livrea del maschio va incontro a una fase di eclissi, assumendo toni meno appariscenti ma distinguendosi ugualmente da quella della femmina per la presenza di segni caratteristici.

## Biologia
Si tratta di uccelletti molto vivaci e gregari all'infuori del periodo riproduttivo, che passano la maggior parte del tempo alla ricerca del cibo, spostandosi fra gli steli d'erba ed il suolo.

### Alimentazione
I bengalini, come la stragrande maggioranza degli estrildidi, sono essenzialmente granivori, che integrano la propria dieta a base di piccoli semi con germogli, bacche, frutta e piccoli insetti, in particolare durante il periodo riproduttivo.

### Riproduzione
Si tratta di uccelli monogami, che durante il periodo riproduttivo formano coppie stabili ed estremamente territoriali ed aggressive.

Ambedue i partner collaborano nella costruzione del nido, nella cova e nell'allevamento della prole, che seguono per modalità e tempistica quelle della maggior parte degli altri estrildidi.